# メイド イン ワリオシリーズ
メイド イン ワリオシリーズ（西洋版の名称はWarioWare）は、任天堂から発売されているコンピュータゲームシリーズ。公式でのゲームジャンルは瞬間アクションとされている。

## ゲーム内容
任天堂のマリオシリーズのキャラクター・ワリオが「ワリオカンパニー」という会社を設立し、仲間たちと一緒にゲームを作っていくという設定のゲームシリーズ。シリーズごとに「ボタン操作」「タッチ操作」など、操作方法が異なる。このゲームの特徴は、プチゲーム（海外版ではマイクロゲーム[Micro game]という名称）というきわめて短時間で終了する簡単な操作のミニゲームを連続して行っていくという点である。

### プチゲームについて
プチゲームは種類によって異なるが基本的には約8拍子（広告では5秒と表記され、実際は約4秒または約8秒）の内容で、終了するたびに次のプチゲームの内容指示（「よけろ！」「いれろ！」など簡素なもの）を含めた合いの手を挟みながら次々と新しいゲームが出されていく。「瞬間アクション」というジャンル名はこのことに由来する。プチゲームは豊富な種類が存在し、一定数のゲームをクリアするたびにゲームスピードが上昇し、より複雑な操作が要求されたりフェイントが入ったりするようになる。これらのことからシリーズのコンセプトは「最多 最短 最速」となっている。なお各作品に数種類用意されている「ボスゲーム」のみゲーム時間が長く内容も複雑で、ゲーム内でいくつも指示が出されるのを連続でこなさなければいけないものもある。
- シリーズ各作品に共通するプチゲームの進行は以下の通り。
  1. まず、開始の合図となる音が鳴る。（ステージによっては専用のBGMがあるために鳴らない場合もある）
  2. プチゲームの画面に切り替わりながら、するべき指示が表示される。
  3. 画面上の爆弾が爆発するまでの間に、画面上の指示を達成する。プチゲームによっては爆弾が爆発するまで敵キャラをよけ続けるなどの耐久系の物もある。
  4. 終了時の音が鳴り、時間内に指示を達成できていなければライフが1減る。
- プチゲームのBGMは基本的には8拍であるが、一部には16拍の物も存在する（『初代』～『まわる』のオービュロン担当の物は全て16拍）。また、『まわる』『ゴージャス』では4拍の物も存在する。また、ステージが進むと徐々にテンポが上がっていく（基本的には1周回に2回発生する）。テンポが上がれば指示が表示されている時間が短くなったりゲーム中のオブジェクトが動くスピードが上がったりするという形で難易度が上がることになる。

### 世界観
本シリーズは、任天堂のゲームキャラクターの中でも特に型破りで破天荒な性格を持つワリオが顔役（事実上の主役だが、厳密な主役はゲームのテストを行っているプレイヤー自身とされている）となっている。登場するプチゲームは、ゲーム販売で金儲けを企むワリオとその友人たちが作ったものであり、プレイヤーはそのゲームのテストを行っているという設定である（『ゴージャス』でのプレイヤーはワリオ主催のゲーム大会への参加者とされる）。シリーズオリジナルキャラクターであるワリオの友人たちも個性的で、プチゲームの演出・グラフィックも奇抜でシュール・ナンセンスなものが大半である。またゲームには直接関係ない小ネタや、任天堂のゲームにしては珍しく下ネタ や、実在・架空問わず特定の有名人物を模写した上でパロディ化したネタも多い。

### 舞台
シリーズの主な舞台となる場所はダイヤモンドシティという都市で（『超おどる』はバリオモロ島という別の場所が舞台）、登場キャラクターたちはそこに住む住人という設定である。ダイヤモンドシティは『初代』の取扱説明書で「地図のどこにも載っていない街」とされており、マリオシリーズやワリオが主役の『ワリオランド』シリーズともほとんど関連しておらず、『メイド イン ワリオ』からの要素が他の作品に登場したこともほとんど無い。

## ゲーム一覧
ゲームタイトルにその作品の特徴となる点が入っているのが伝統となっている。各作品の詳細はリンク先を参照。なお、発売日は日本版のものである。
メイド イン ワリオ（ゲームボーイアドバンス）
2003年3月21日発売。
シリーズ第1作目。この時点で、基本ゲームシステムや世界観などといった、後のシリーズの基礎となる要素の大部分を確立させている。
なお、本項では後の各シリーズ作品との区別のために、本作を『初代』と表記する。
あつまれ!!メイド イン ワリオ（ニンテンドー ゲームキューブ）
2003年10月17日発売。
基本的には『初代』の移植作品だが、多人数用モードが追加されるなどの新要素が加わっている。
まわるメイドインワリオ（ゲームボーイアドバンス）
2004年10月14日発売。
ゲームカートリッジに回転センサーを搭載しており、ゲーム機自体を回転させて操作を行う。
さわるメイドインワリオ（ニンテンドーDS）
2004年12月2日発売。
ニンテンドーDSのローンチタイトルの1つとして発売された（日本国外でも北米以外ではローンチとなった）。
ニンテンドーDSのタッチスクリーンを使った操作を行う。ダブルスクリーンやマイクの機能を利用したゲームもある。
おどる メイド イン ワリオ（Wii）
2006年12月2日発売。
Wiiのローンチタイトルの1つとして発売された。
Wiiリモコンを用いた操作を行う。基本的にはWiiリモコン単体での操作で、ヌンチャクは一部のゲームのみ用いる。
うつすメイドインワリオ （ニンテンドーDSiウェア）
2008年12月24日配信。
DSi搭載のカメラを使い、自分の手や顔を動かす事でプチゲーム（お題）をプレイする。
メイドイン俺（ニンテンドーDS）
2009年4月29日発売。
あらかじめ収録された新作プチゲームのほか、自分でオリジナルのプチゲームを製作しプレイすることが出来る。
ニンテンドーWi-Fiコネクションにより、随時配信される新規プチゲームのダウンロードやコンテストへの自作プチゲーム投稿、ワイヤレス通信によるプチゲーム交換などが出来る。
なお、日本版ではタイトルに「ワリオ」が入っていないが、登場キャラクターは引き続きワリオカンパニーの面々である。
あそぶメイドイン俺（Wiiウェア）
2009年4月29日配信。
DS版『俺』のプチゲームをワイヤレス通信によりWiiにダウンロードし、テレビ画面でプレイできる追加コンテンツ。本作のみの新作プチゲームも収録されており、単体で遊ぶこともできる。
DS版同様にニンテンドーWi-Fiコネクションにより、新規プチゲームのダウンロード・保存ができる。
ゲーム&ワリオ（Wii U）
2013年3月28日発売。
Wii U GamePadの機能や特徴を活かした16種類以上のゲームを収録。
なお、内容は従来の「瞬間アクション」とは異なるため、タイトルには敢えて『メイド イン ワリオ』を入れていない。
メイド イン ワリオ ゴージャス（ニンテンドー3DS）
2018年8月2日発売。
過去の歴代シリーズの定番に新作を含めた300種類のプチゲームを収録。このゲームから任天堂オリジナルのフォントがプチゲームのカウント以外使われなくなった(指令文やゲーム中のスコア表示は全てフォントワークス社のフォントだが、一部の文字は読みやすくアレンジされている。)
おすそわける メイド イン ワリオ（Nintendo Switch）
2021年9月10日発売。
画面上に表れる各キャラクターを操作してプチゲームをクリアする。Joy-Conのおすそわけ（携帯モード・Switch Liteではローカル通信）で2人同時プレイに対応。
超おどる メイド イン ワリオ（Nintendo Switch）
2023年11月3日発売。
Joy-Conを持ってプチゲームに応じた動作やポーズをとっていくという『おどる』に近いゲームシステムの作品。2人同時プレイや、4人プレイモードも収録している。

### 関連作品
マリオアーティスト ポリゴンスタジオ（64DD）
2000年8月29日発売（ランドネット会員への配布日）。
後述のように、メイド イン ワリオシリーズは、この作品に収録されたミニゲームモード「サウンドボンバー」を原型としている。
リズム天国（ゲームボーイアドバンス）
2006年8月3日発売。
ゲームアイディア自体はメイド イン ワリオとは異なるが、開発スタッフがほぼ同一であり、グラフィックやBGM、システムといったデザイン面に共通点があり、登場キャラクターもメイド イン ワリオと一部共有しているなどスピンオフに近い側面を持つ。
続編として『リズム天国ゴールド』（ニンテンドーDS）や『みんなのリズム天国』（Wii）、『リズム天国 ザ・ベスト＋』（ニンテンドー3DS）も発売。
鳥とマメ（ニンテンドーDSiウェア）
2008年12月24日配信。
『初代』に収録されていたミニゲーム「PYORO」と「PYORO2」を単体の作品としてニンテンドーDSi用にアレンジを加えて移植したもの。
紙ヒコーキ（ニンテンドーDSiウェア）
2008年12月24日配信。
「鳥とマメ」と同様『初代』に収録されていたミニゲーム「はてしなく 紙ヒコーキ」を単体の作品としてニンテンドーDSi用にアレンジを加えて移植したもの。

## 登場キャラクター
キャラクターの声は『ゲーム&ワリオ』までは日本語版でも英語音声もしくは無音であったが、『ゴージャス』からフルボイス化に伴って日本語音声が追加された。

### ワリオカンパニー（ステージキャラクター）
ジミーの家族とジミー・P.にサーティーンアンプはワリオカンパニー公式ホームページの社員紹介に載っていないが、ステージを担当した事があるキャラクターである事などからこちらで紹介している。
ワリオ (Wario)
声 - チャールズ・マーティネー（英語）（初代〜おすそわける）→ケビン・アフガニ（英語）（超おどる以降） / 近藤浩徳（日本語）
本シリーズの顔役。本シリーズでは『マリオ』シリーズや他の『ワリオ』シリーズでの帽子やオーバーオール姿ではなく、バイカーファッションの服装となっている。一人称は「オレ」か「オレ様」かもしくは「ワリオ様」で、二人称が「お前」。
テレビニュースでゲームソフト「PYORO」が大ヒットしていると聞いて、早速一攫千金を夢見てゲーム会社「ワリオカンパニー」（海外版名称はWario Ware Inc.、日本版でも『初代』のオープニングの名刺に表記）を設立する。しかし、さすがに一人では無理があったためか、知り合いたちを集めてゲームのアイデアを出させてゲームを完成させる。その際の売り上げ金は一人でネコババしようと企むが、いつも失敗する。
シリーズを通して事件の元凶になることが多く、『まわる』では遊んでいたゲームに負けた八つ当たりで壊したり、『さわる』ではマンホールの神様からDSを奪ったり、『おどる』では作法棒（Wiiリモコン型の宝）を盗んだり、『ゴージャス』ではラックス村の宝を盗んだり、『おすそわける』では新しく開発したゲームを放り投げてバグを発生させた挙句暴走させ（開発中に発生したバグを無視して除去しなかったのが原因だった）、それを知った社員に怒られる、『超おどる』では噴火するとは知らずに宝を持ち去る等、最終的には行いが災いして酷いオチになるパターンが多い。
本シリーズのワリオは、ゲームの雰囲気もあって他の作品以上に下品さ（ウンチ・オナラネタなど）が強調された演出がされている。また自己顕示の強さも際立っており、自分の担当するステージのプチゲームには自身を登場させていることが多い。
ワリオマン (Wario-Man)
『まわる』より登場。
『まわる』ではクライゴア発明の洗濯機のような形をしたゲーム機製造マシン「回転ゲーム機製造マシン」にワリオが入ってしまった拍子に、『さわる』では風邪のワリオがニンニクと間違えてマンドラゴラを食べてしまった拍子に変身してしまった、覆面とマント、コスチュームを着用した「（自称）正義の味方」姿のワリオ。
本人は強くなったと思っていたようだが、実際はあまり変わっておらず『まわる』ではクライゴアに簡単に持ち上げられたり、『さわる』では(風邪をひいていた事もあるが)機関車との力比べに負けてしまうが、自分の入ったゲーム製造マシンを変形させる、地上すれすれを飛べる、といった新たな能力も 一応得ている。
『大乱闘スマッシュブラザーズX』以降の『大乱闘スマッシュブラザーズ』シリーズではワリオが各キャラクター固有の大技「最後の切りふだ」を発動させて変身するという形で登場する。こちらでは変身中は無敵で大体の攻撃ワザが強化され、通常ワザにキャンセルが効くなど、メイド イン ワリオシリーズとは異なってかなり強化されている（『大乱闘スマッシュブラザーズ SPECIAL』では変身型の切りふだ廃止に伴い、攻撃時の演出としてワリオマンに変身する形となった）。また『スマブラ』シリーズの『for』以降では『光神話 パルテナの鏡』の主人公キャラクター、ピットのスマッシュアピール（通信）にてワリオマンの変身経緯を聞くことができるが、この内容は『さわる』を基準としている。
『リズム天国 ザ・ベスト+』ではレスラー会見のレスラーがワリオマンに扮している。
ちびワリオ (Tiny Wario)
『おどる』より登場。
『おどる』の最終ステージでは、ペニーがくれた、バイク風の小型乗り物マシンのトラブルで多人数に分裂するとともに、赤ん坊のような姿になってしまったワリオ。普段のワリオと違い、イチゴが好物。本人は可愛さを自慢に思っていたようだが、町の掲示板では「なんだかうじゃうじゃしていて気持ち悪かった」と書かれている。『リズム天国 ザ・ベスト+』ではカメラマンの写すミニカーで3人登場している。
元々は『ワリオランド』シリーズに登場した弱体化状態のワリオである。
キャプテンワリオ (Captain Wario)
『ゲーム&ワリオ』に登場。退屈しのぎに町に出たワリオが洋服屋で見つけたコスチュームで、古めかしい海賊の服装になったワリオ。ゲーム「パイレーツ」で出演している。
なお、それ以前にも『マリオパーティ2』のステージに応じた衣装や『怪盗ワリオ・ザ・セブン』の変身の一つに同名のキャラクターが登場しているが、デザインは大幅に異なる。
ゲームの「パイレーツ」のキャプテンワリオは各船から矢を飛ばしてくる。エピローグデモではこのゲームが繁盛して子供たちに大人気だったが、ワリオに対しては盾を構えてエネルギー状の球体をキャプテンワリオにぶつけ、吹き飛ばしてしまった。
ワリオデラックス (Wario Deluxe)
『ゴージャス』に登場。ラックス村から盗んだツボ（おまる）を被って変身したワリオ。服装はゴージャスに、目は赤く光っているが、能力は普段のワリオとほとんど変わっておらず、目が赤くなっているのはゲーム大会の準備で睡眠不足になった影響で目が充血しているだけ。
バグワリオ (Wario Bug)
『おすそわける』に登場。大群のゲームバグによって変身したワリオゲームのプログラム。厳密にはワリオ自身ではなく、ワリオが開発したゲーム内におけるワリオのステージが変異したものである。紫色の巨大な魔王のような姿をしている。
最終的にワリオたちによって取りついたゲームバグの親玉である「キングバグ」が倒されて沈静化するが、キングバグはこのまま残しておいた方がゲームとして面白そうだとして命は見逃される事となり、キングバグも感謝を述べていた。
ボルケーノワリオ
『超おどる』に登場。バリオモロ島の宝に触ったことで呪いで火山と合体してしまったワリオ。ワリオの意思は完全に消えている。事件後、ワリオは火山から解放されたものの元の宝が置かれていた祠に尻が挟まって抜けなくなり、バリオモロン人たちに新しい神と勘違いされてしまった。
ジミー・サング (Jimmy Thang)
声 - トム・エバースペヒャー（英語）（初代〜さわる）→ネイト・ビルドーフ（英語）（おどる〜ゲーム&ワリオ）→ベガス・トリップ（英語）（ゴージャス以降） / 亀谷祐馬（日本語）
ワリオの幼馴染で『クラブサトー』（ナイトクラブ）の専属ダンサー。説明書や一部ゲームなどでは、ジミー・T.（サング〈Thang〉の頭文字から）とも表記される。一人称はシリーズを通して「ボク」だが、『ゴージャス』では「オレ」を使うこともあった。よく語尾に「～YO!」をつける。二人称は「君」で、ワリオの呼び方は「ワリオ」、他のキャラクターは普通に呼ぶ。
青いアフロヘアーとサングラスが特徴だが、実はカツラである。カツラの下は頭がヘルメット状に覆われた白い全身タイツであり、本当の髪型は謎に包まれている。ダンスを含め運動が得意で、『俺』ではエアロビクスのインストラクターもつとめており、『ゲーム&ワリオ』ではスキーを披露している。
ダンスをこよなく愛し、ケータイメールと着メロ収集が趣味。長らくフィーチャーフォンを使用していたが、『ゲーム&ワリオ』オープニングよりスマートフォンを使用するようになった。返信などスマートフォンの入力が非常に速い。ハイテンションな人物だが、メールやネット以外では無口で友達は少ない。一方で、『おどる』や『ゴージャス』ではネコに好かれやすいという特技が明らかとなっている。どのキャラに対しても普通に呼ぶ。
『リズム天国 ザ・ベスト+』ではパチパチ三人衆の一員になり、手袋を着用する。
『大乱闘スマッシュブラザーズX』では、本シリーズをモチーフとしたステージ「メイド イン ワリオ」での演出「アピールしろ！」のワンシーンでゲスト出演している。同ステージが再収録された『大乱闘スマッシュブラザーズ for Nintendo 3DS』『大乱闘スマッシュブラザーズ SPECIAL』にも同様の立場で登場。
ジミー・サングの家族
続編に登場するジミーの家族たち。ジミーと同様、ケータイが趣味でアフロのカツラを被っている。
『さわる』以降のゲームでは出番がないが、『ゴージャス』の公式キャラクターPVや『おすそわける』のギャラリーではジミーのスマートフォンの写真に写る形で登場している。
ジミーパパ＆ジミーママ (Papa T.&Mama T.)
『まわる』と『さわる』に登場。
ジミーの両親。パパは細身でかなり長身、ママは背が低くて身体が太いのが特徴。ジミーとジェイミーはパパ似、ジェームズはママ似である。
ジェイミー＆ジェームズ (Jamie T.&James T.)
『さわる』に登場。
ジミーの妹と弟。ジミーステージで登場するほか、それぞれがリミックスステージで単独出演する。ジェームズはゲーム好きらしく、ナインボルト&エイティーンボルトと同じゲームを買おうとしている場面がある。
ジミー・P. (Jimmy P.)
声 - ネイト・ビルドーフ
『おどる』に登場。
『クラブムトー』（デイクラブ）の専属ダンサー。黄色のアフロヘアーでジミー・T.とそっくりな姿だが、まったくの別人で、血縁関係もない。サーフィンが趣味で、日焼けした肌やアロハシャツなど南国を思わせる人物。誰とでも友達になれるのが特技らしい。ゲーム中ではTとは一切会話をしないが、公式サイトではTのブログにPがコメントをしている。
ゲームへの登場は『おどる』のみだが、『ゴージャス』のPVでジミーの家族と同様にジミーの写真に写っている。
モナ (Mona)
声 - レズリー・スワン（英語）（初代〜ゲーム&ワリオ）→ステファニー・シェー（英語）（ゴージャス以降） / 青木瑠璃子（日本語）
ダイヤモンドシティの女子高生。後ろにウェーブのかかったオレンジ色の髪が特徴。一人称は「あたし」で、二人称は「君」で、ワリオの呼び方は「おじさま」か「ワリオおじさま」、他のキャラは「○○くん」「○○さん」「○○ちゃん」付けで呼ぶ。ゲーム中には出てこないが、父は彫刻を手がける芸術家、母は世界中を飛び回るスーパーモデルというかなりのお嬢様で、『おすそわける』では巨大な豪邸住まいであることが明かされた。一人っ子だが、姉が欲しかった模様。
性格は明るく好奇心旺盛だが、一風変わったセンスの持ち主であり、花占いならぬ鼻占いをしたり、異臭騒ぎになるほどの強烈な布団の臭いを「ちょっといい香り」と表現したり、ワリオを「カッコイイ」と思っているワリオファンである（なおこのセンスは両親譲り）。ワリオに対して「おじさま」と敬称を使っているのはそのため。冒険家の卵でもあり、ワリオの冒険に後からこっそりついていく事があるらしい。ただしワリオを盲信はしておらず『おすそわける』では彼にツッコミを入れたり、ゲームバグ騒動の原因がワリオであることを知った際も、仲間達と共にワリオに対して激しい怒りを見せた。
いつも何かしらのアルバイトをしているが、作品ごとに職種が異なるため衣装が変化している。キャラクターPVではこれまでのバイト衣装を多数披露した。またコスプレが趣味で、『おどる』では高校のチアリーダーもしている。また音楽バンドを組んでおり、ヒットランキング1位になるほどの評判。
クライゴアに改造してもらったスクーター「モナバイク」が愛車。
『マリオテニスGC』のオープニングムービーではマリオブラザーズに負けたワリオがトーナメント表のマリオの絵にモナを模ったラクガキをするという悪戯をしている。
ナインボルト＆エイティーンボルト
ダイヤモンド小学校に通うゲーム好きの小学生で、ワリオのゲーム仲間。『まわる』以降はエイティーンボルトとのコンビとなり、コンビ名「27ボルト」と名乗っている。『ゴージャス』によるとエイティーンボルトは現在9歳であり、学年は3〜4年の模様。
彼らのステージに登場するプチゲームは、シリーズ通して他の歴代任天堂ゲーム及びグッズに関連した内容のものになっている(『ゲーム&ワリオ』は過去作をリミックスしたプチゲームとなっている)。
ナインボルト（9ボルト）(9-Volt)
声 - レイコ・ナイノミヤ（英語）（初代〜ゲーム&ワリオ）→メリッサ・ハッチソン（英語）（ゴージャス以降） / 小市眞琴（日本語）
ダイヤモンド小学校の小学生。一人称は『ゲーム&ワリオ』までは「ぼくちん」で、『ゴージャス』以降は「ぼく」で、二人称は「君」で、ワリオの呼び方は「ワリオ」、後のキャラクターはファイブワットを「お母さん」と呼ぶのを除けば基本呼び捨て。父は消防士で、そのためかパトランプ付きのヘルメットを被っている。『おすそわける』にてヘルメットを取った髪型が判明し、かなりの癖毛である。
かなりの任天堂ゲームマニアかつコレクターで、最新のものだけでなく相当にレトロなグッズも所持している。ワリオに堂々と口答えするなど結構生意気な所がある。勉強は算数が苦手だが『ゴージャス』でしゃぎぃに解き方を教えてもらったことがキッカケで克服の兆しを見せている。将来の夢は一人暮らししてエイティーンボルトと好き放題ゲームをする事。
ゲームだけでなく、スケボーとDJも趣味で、DJではゲーム楽曲を演奏している。クライゴアに改造してもらった「ナインボルトSK8（エスケーエイト）」というジェットエンジン付きのスケートボードを持っている。
『マリオテニスGC』のオープニングムービーでは、マリオブラザーズに負けたワルイージがトーナメント表のルイージの絵に、ナインボルトを模ったラクガキをするという悪戯をしている。
エイティーンボルト（18ボルト）(18-Volt)
声 - ジェームズ・アンダーソン（英語）（まわる）→エドワード・ボスコ（英語）（ゴージャス以降） / 木村昴（日本語）
『まわる』から登場（ただし海外では『さわる』が先に発売）。
ダイヤモンド小学校に転校してきた小学生で、博多弁で喋る。一人称は「おれっち」で、二人称は「あんた」で、ワリオへの呼び方は「ワリオ」。ナインボルトと同い年のはずだが、巨体と老け顔から大人と間違われる事もあるらしく、『ゴージャス』劇中では高校生のサーティーンアンプから同世代と勘違いされた。映画館で小学生料金を払おうとして、大人と誤解されてスタッフに止められたこともあると明かしている。
趣味はゲームとラップで、DJもできる。特に音楽に関しては常にラジカセを持ち歩き、頭にCDをつけているほど。頭のCDは毎日別のものに付け替えており、火曜日はアニメソングのCDにするこだわりがある。転校当初、教室で音楽を流したところ先生に怒られてしまったが、ナインボルトは音楽センスを認めてくれ、その後彼の家を訪れ、共通の趣味を持つことなどから親友となった。彼もゲームや玩具をコレクションしており、グッズに関してはナインボルトほどの知識はないが、レトロゲームそのものは愛好している。『おどる』ではナインボルトが遊んでいたゲーム&ウオッチ（マルチスクリーン）を勢い余って壊してしまい激怒したナインボルト(ただし、ナインボルトも引っ張っていた)から一度絶交されるも、玩具店でナインボルトと共に新たな物を手に入れ仲直りした。野菜が好物で、『ゴージャス』では家の庭でニンジンとトマトを育てているという設定がある。
ファイブワット（5-Volt)
声 - クリスティーナ・バレンジュエラ（英語） / 青木瑠璃子（日本語）
『まわる』から登場（間接的には『初代』の公式ホームページから登場）。『ゴージャス』以降はサブキャラクターからステージキャラクターに昇格した。
ナインボルトの母親。一人称は「わたし」で、二人称が「あなた」および「ちゃん」か「さん」付けで、ワリオへの呼び方は「ワリオちゃん」。名前自体は『まわる』のエンディングから登場していたが、長らくシルエットのみの出演で『ゲーム&ワリオ』で初めて姿が明らかとなった。夫との仲は良好。ナインボルトが夜更かししてゲームを遊んでいる事に目を光らせ、『まわる』では叱る程度だったが、『ゲーム&ワリオ』『ゴージャス』では鬼のような形相でテレビ画面から飛び出す、窓を割って中を見るなどの過剰な見張り、見回りなどをしている。ただし、これはあくまで演出上のものでナインボルトも「こんなに怖くない」「優しいお母さん」と語り、『ゲーム&ワリオ』おまけコンテンツでは普通の表情で部屋を開けるファイブワットの似顔絵がある。『おすそわける』のギャラリーではしゃぎぃや赤ん坊のナインボルトを可愛がるシーンもある。『おすそわける』でのナインボルト曰く、幽体離脱が特技で、実際に同作での彼女の能力となっている。
ナインボルトと共に彼女もゲーム好きであり、『初代』のホームページではナインボルトが彼女の誕生日である3月13日にゲームボーイアドバンスSPをプレゼントし（なお、誕生日が判明している唯一のキャラクターでもある）、ゲームの実力はナインボルトたちより上で『ゲーム&ワリオ』ではナインボルト&エイティーンボルトのゲーム成績を遥かに上回る高得点を叩き出したり、『おすそわける』のギャラリーにてナインボルトが夜中にプレイしていたARゲームを内緒でプレイするなどの腕前を見せる。普段は真面目かつ穏やかな性格で、ナインボルトからも慕われている。趣味はガーデニングで、得意料理は野菜のキッシュ。家事の中では料理が好きだが料理を褒められると嬉しくなって嫌だと言われるまで同じものを作ってしまうお茶目な一面もある。『ゴージャス』ではテレビのショッピングコーナーのストレッチ体操を見てダイエットに成功し、さらには棚を片手で軽々持ち上げるほどの怪力となった。『ゴージャス』のキャラクターPVではナインボルトのドラム、エインティーンボルトのギター、サーティーンアンプのDJに合わせてエレキギターを弾いている。
ワリオおよびワリオカンパニーの面々は息子の友人およびご近所という形で接しており、『ゴージャス』時点ではワリオカンパニーの存在は知らないという設定である。後に『超おどる』の頃にはワリオカンパニーを認識したようだが、ワリオカンパニーに入社した覚えは無いとしている。
『大乱闘スマッシュブラザーズ for Wii U』『大乱闘スマッシュブラザーズ SPECIAL』に登場する『ゲーム&ワリオ』のモード「ゲーマー」が題材のステージ「ゲーマー」にも出演している。
サーティーンアンプ (13-amp)
声 - クリスティーナ・バレンジュエラ（英語） / 松山ユイ（日本語）
『ゴージャス』から登場。ダイヤモンドシティに住む女子高校生のラッパー。一人称は「オレ」で口調も男性的。
ラップ勝負の勝敗を名目に子供のゲーム機を巻き上げ、それを見かねたエインティーンボルトとラップで勝負をする。エインティーンボルトに負けて彼をライバルとして認めたものの、同世代だと思っていたエインティーンボルトが小学生だと知って愕然とした。その後、ジョーのナイトクラブでDJをしている場面がある。その後『おすそわける』以降でもナインボルトたちのキャラクターPVに登場しているなど交流は続いている。『超おどる』ではワリオカンパニーの社員旅行に同行するが、ワリオカンパニーのホームページでは社員扱いとなっておらず、ワリオからは社員ではなく協力者の扱いの模様。
両親はかなり厳格で、ラップやDJをしている事は親に内緒としている。劇中で高校生だと勘違いしてエイティーンボルトにどこの高校の生徒かと聞いているが、ダイヤモンドシティの高校はモナの通うダイヤモンド高校の1校しかないという設定で、またモナは学校での彼女を知らないことから、別学年の生徒ではないかとされている。
しゃぎぃ（Fronk)
声 - トッド・ハーバーコン（英語） / 山口和也（日本語）
ナインボルトの飼っているペット（しゃぎぃ自身は『ゴージャス』においてペット扱いを否定している）。名前は髪（らしきもの）がボウボウ（シャギーヘア）である事から。関西弁で、おっさん臭い言動をして、『ゴージャス』では実際におっさんを自称している（本人曰く「小動物はすんごい速さで老ける」）。
『初代』か1年前に道端に落ちていた（捨てられていたのではない）のをナインボルトが拾ってきて勝手にペットにした。そのためナインボルトも素性に関してはよく分からない。本人曰く友達がおり、ゲーム中でもしゃぎぃの色違いや表情違いがプチゲーム中に登場する。ワリオカンパニーのホームページによると実は妻子持ちである。趣味はバイクいじりで、好きな言葉は「ま、これも人生ということで」。特技は潜水で3日は潜っていられるらしい。好物はファイブワットの作ったパンケーキだが、誉めたらそればかり作るようになったので悩んでいる。
シャイな一方目立ちたがり屋でもあり、『初代』では皆の知らぬ間に自分が登場するプチゲームを毎回こっそり入れていた。『ゴージャス』のキャラクターカードには特技の一つとしてハッキングと記されている。ちなみにワリオ側はタダ働きでプチゲームを増やしてくれてむしろ好都合としゃぎぃを活用している。
『初代』から登場しているキャラクターだが、シナリオへの絡みは『ゴージャス』まで無かった。
ドリブル＆スピッツ
ダイヤモンドシティ・タクシー（株）に勤務するタクシードライバーのコンビ。2人とも関西弁で喋る。愛車は、クライゴアに改造してもらった「ドリブルタクシー」。かつては自動車教習所に務めていたようで、ワリオにも自動車の運転を教えた（ただし、ワリオの運転はなかなか上達していないらしい）。タクシーを呼ばれたら宇宙であろうがどこでも駆けつけるをモットーとしている。
二人とも宇宙にロマンを感じているが、SFの定義をよく知らなかったりする。『初代』のホームページで「タクシーを改造して宇宙に行く」と抱負を語り、『まわる』からは本当に宇宙に行けるようタクシーが改造されている。『ゲーム&ワリオ』からはタクシーに武装もしておりバズーカ型のエネルギー砲をタクシー内に隠していて、『ゴージャス』ではタコ型バズーカ砲をタクシー上部に装備していた。『超おどる』では水上移動用として作られていた。
ドリブル (Dribble)
声 - トム・エバースペヒャー（英語）（初代〜さわる）→ネイト・ビルドーフ（英語）（おどる〜ゲーム&ワリオ）→カイル・エイベア（英語）（ゴージャス以降） / 亀谷祐馬（日本語）
ブルドッグの姿をした大柄のドライバー。先輩のスピッツには頭が上がらない。超が付くほどのスピード狂で、ジェットコースターよりもスリリングだという運転をする。カッとなりやすいタイプで、そのたびにスピッツになだめられる。乱暴な運転でタクシーを傷めるが、整備に関しては全くできずスピッツかクライゴア任せである。一人称は「わて」または「わい」で、二人称は「あんさん」で、ワリオへの呼び方は「ワリオはん」。了解した時は「かしこまり!」で、モナもこのセリフを使ったことがある。どのキャラに対しても「○○はん」と呼ぶ。
ごつい外見ながら裁縫が趣味で、タクシー内にはお手製のスピッツ人形を吊るしている。
スピッツ (Spitz)
声 - トム・エバースペヒャー（英語）（初代〜まわる）→グリフィン・ポワトゥ（英語）（ゴージャス以降） / 山口和也（日本語）
小柄なネコの姿をしたドリブルの相方で先輩。小柄である為に後輩だと勘違いされやすいらしい。ドリブルとは逆に、穏やか過ぎて誰でも眠ってしまうという運転をする。その一方で、一度怒ると見境がなくなって手が付けられなくなる事が『ゴージャス』で描写されている。一人称は「オレ」または「わし」で、二人称は「あんさん」または「お主」で、ワリオへの呼び方は「ワリオはん」または「ワリオさん」。どのキャラに対しても呼び捨てにするドリブルを除けば「○○はん」と呼ぶ。
SF小説を読むのが趣味で、休日は自分でSF小説も書いており、作家デビューが夢。そのためドリブルよりもSFに関して詳しい。ゲームの内容のほとんどはスピッツの趣味であることが『ゲーム&ワリオ』で語られている。風呂好きでもあり、朝夜と1日2回入っているらしい。額に付けているゴーグルのようなものは水中メガネで、風呂に入る際に使っている。バーベキューでは鶏肉が大好物。
『まわる』のホッケーゲームでは、ドリブルに変わり、打ち返す範囲を増やす技を使う。
『初代』公式サイトの日記では2回ほどワリオを送迎するためタクシーを運転する場面が記されたが、ゲーム本編中では一度もスピッツが運転した描写が無い。
カット＆アナ
ダイヤモンド幼稚園に通う双子の姉妹。幼いため舌足らずに「し」を「ち」と話す。2人とも一人称は「あたち」で、二人称が「きみ」で、ワリオの呼び方は「ワリオどの」、他のキャラに対しても「○○どの」と呼ぶ（アシュリーは「あちゅりーどの」と呼ぶ）。ワリオは同じ幼稚園の卒園生（先輩）らしい。父が伊賀忍者の子孫で、彼女たちも修行中の忍者。二人とも生き物が好きで、『あつまれ!!』によると、ペットとして後述のハヤトとポンきち以外にも大量にカメを飼っているらしく、同作には「カメカメぐらぐら」というゲームも収録されている。
二人の名前は英語で「Kat」と「Ana」と表記、二つをつなげると「Katana＝カタナ（刀）」を意味する。
『大乱闘スマッシュブラザーズX』と『大乱闘スマッシュブラザーズ for Nintendo 3DS / Wii U』では戦いを支援する「アシストフィギュア」として登場している。『大乱闘スマッシュブラザーズ SPECIAL』ではアシストフィギュア出演は無いものの、強化施設「道場」の担当キャラクターとして出演している。
カット (Kat)
声 - サラ・ラディッシュ（英語）（初代〜ゲーム&ワリオ）→ステファニー・シェー（英語）（ゴージャス以降） / 榎吉麻弥（日本語）
双子の姉で、活発な性格。生き物の中でも特にネコとカメが好き。嫌いなのは不潔な人。ワリオについては臭いから「びみょう…」と評している。
幼いが好戦的で剣術や忍術などの実力はかなりのもの。特に剣術はかなりの腕前で、クライゴア製のハイテク刀（動力は電池）やペットのポンきちが変身した刀など、自分の背よりも長い刀を巧みに使う。手裏剣、隠れ身の術や水遁の術も得意。
ピンク色の髪を一つに結っている。髪の毛は自分で切っている。
アナ (Ana)
声 - レスリー・スワン（英語）（初代〜ゲーム&ワリオ）→フリーダ・ウルフ（英語）（ゴージャス以降） / 松山ユイ（日本語）
双子の妹で、おとなしい性格。性格もあってカットと異なりインドアな事も好む。生き物の中でも花（特にコスモス）が好き。嫌いなのはおばけ。ワリオについては怖いから「びみょう…」と評している。
性格もあって実力はカットには及ばないものの、かなり身体能力は高く、姉とのチームワークも抜群。得意なのはマキビシと変身の術。
『まわる』のホッケーゲームでは、円盤を分裂させる術を使う。
オレンジ色の髪を左右二つに結っている。髪型はカットに任せているが、前髪だけは切らせない。
Dr.クライゴア (Dr. Crygor)
声 - チーム・オリオリ（英語）（初代〜ゲーム&ワリオ）→カイル・エイベア（英語）（ゴージャス以降） / 松井謙典（日本語）
ダイヤモンドシティ沖の孤島に研究所を構える科学者。ワリオの所有するワリオバイクやワリオカーをはじめ、シリーズ中登場するマシンのほとんどは彼の発明品である。自分が設計した延命スーツに身を包み、バイザーを被ったサイボーグのような姿をしている。そのため100歳を超える高齢ながら、心身ともに丈夫な体力を保っている。ただし頭部だけは保護を怠ったために禿げてしまった。よく自身の開発した薬品で腹を壊すが、すぐに回復する。一人称は「わし」か「わたし」で、二人称が「君」で、どのキャラに対しても呼び捨てにするマイクとペニーを除けば「○○くん」と呼ぶ。
自他共に認める天才であるが、かなりの変人でワリオ含めてよく他人を実験台にしたがり（自分も発明品の被害をよく被る）、シリーズ公式ホームページではマッドサイエンティストと紹介されている。運動としてよくフラメンコを踊り、彼曰くこれもひらめきの為の一環らしい。機械工学や薬学などの研究をしている場面が度々登場し、禿げを直すために育毛の研究にも取り組んでいる。研究や発明品の評価はかなり厳しく『ゲーム＆ワリオ』のデザインにて、出来の悪いロボットに対しては「作り直してこい!」「ポンコツだな」と厳しく判定する。後述の自作のロボット・クリナを「色が気に入らない」というだけで捨てたこともあり、『ゴージャス』では再会したクリナから追い回される事となった。『おすそわける』では相手のダンスをほめるロボットを開発し、自分のダンスをほめられなかったため作り直そうとしていた。また、一方で小心者な一面もあり、暗がりやゴーストを怖がって絶叫することも多い。
『初代』公式ホームページにてオービュロンの宇宙船を模倣したところワープ装置がタイムマシンになってしまい、物理学は専門分野外として理由が分からず勉強に取り組もうとしていたが、その後タイムマシンの技術を我が物にしたようで『超おどる』では「けいたいタイムマシン5ごう」という片手で持てるほど小型のタイムマシンを作っていた。
孫のペニーがアイドル歌手を目指していたことは知らなかった様で、『ゴージャス』でそのことを知り驚いていた。そしてペニーの開発した「キラキラボイスアルティメット」を自分で飲むのが怖いことを理由に勝手に飲まされた上、薬の菌が原因でお腹を壊してしまう。その後「おなかにいい菌が ジャンジャンふえる薬」でお腹の調子が良くなったが、声が元に戻ることをペニーに聞いた結果、いつ戻るか分からなかった。『おすそわける』のギャラリーでは赤ん坊のペニーに世話を焼くシーンが見られる。
作品ごとに延命スーツのデザインが変化しており、『さわる』では自身の作った「物質再生マシーン」で完璧な状態に修復（頭部も完全に保護）、『おどる』では途中で再度スーツが変更されるとともにダイエットマシーンにより屈強な肉体となった。『俺』では更にスーツが変更され、元の体型に戻っていた。『ゲーム&ワリオ』ではスーツのデザインは『俺』と同じだが、黒い全身タイツに白衣という服装になっている。『おすそわける』では経緯は不明だが『初代』と同じ姿となっている。
通常“Dr.”の肩書きが付いているが、一部作品のエンディングでは“クライゴア”としか表記されない。
マイク (Mike)
声 - ダレン・スミス（英語）（さわる）→トム・エバースペヒャー（英語）（ゲーム&ワリオ）→ロビー・デイモンド（英語）（ゴージャス以降） / 鈴木崚汰（日本語）
『さわる』から登場。
クライゴアが暇つぶしにカラオケセットを改造して作ったロボット。人間となんら変わりない高度な人工知能と感情を持つ。体の色は青。「〜デアリマス」が口癖。基本的には真面目で敬語で話すが、ふとしたきっかけで乱暴な口調に変わることがある。一人称は「ジブン」で、二人称は呼び捨てのクライゴアとペニーを除けば「○○サン」と呼ぶ。
クライゴアは家事雑用ばかりさせており、カラオケロボである自分との葛藤に思い悩む事がしばしばある。収録曲の大部分は演歌。カラオケロボットだがかなりの音痴（『さわる』のマイクステージのエピローグを見るにクライゴアも音痴である事が原因らしい）。家事に関してはかなり優秀で、とくに料理が上手で得意料理はフルーツポンチ。口から食べたものを機体内で調理して尻から出す機能もある。アロマセラピーが趣味。またロボットながら船酔いしたりする。
『さわる』では研究所から勝手に飛び出しカラオケ大会を開いたり、音痴さでクライゴアと喧嘩になるなどあまり関係は良くなかったが、『おどる』以降でもクライゴアの助手としてなおも研究所に滞在している。独立はなおも考えている模様。
ペニー (Penny)
声 - アン・リン（英語）（おどる〜ゲーム&ワリオ）→フリーダ・ウルフ（英語）（ゴージャス以降） / 榎吉麻弥（日本語）
『おどる』から登場。
ダイヤモンドアカデミーに通う中学生で、Dr.クライゴアの孫娘。一人称は「わたし」で、 どのキャラに対しても「おじいちゃん」と呼ぶクライゴアと呼び捨てのマイクを除けば「○○さん」と呼ぶ。
薄茶色の2つおさげの髪型と丸メガネ、黒のスーツにピンク色の長靴とピンク色のワンピース服が特徴。『おどる』のムービーや『ゲーム&ワリオ』『ゴージャス』『おすそわける』『超おどる』では白衣に黒スーツにピンク色のハートマークが普段着である。ハート型の髪留めは特殊メカになっており、ミサイルを発射するなどの機能がある。祖父のクライゴアを尊敬しており、そのため科学者を目指している。発明家としての能力はすでに高く、クライゴアも将来を期待しているほどだが、作るメカはよく暴走するらしい。非常に真面目な性格で、ワリオに対しても丁寧に対応する。『俺』ではチュートリアルでの解説役を務める。
歌が好きで、クライゴアやマイクと違ってかなり上手い。科学者だけでなく歌手（『ゴージャス』以降はアイドル歌手）にもなりたいという夢もある。しかし『俺』によると楽譜は苦手らしく、『ゴージャス』では美声になる薬「キラキラボイスアルティメット」を開発したが、自分で飲むのを怖がっていたので、それをクライゴアに飲ませて美声にさせていたが、クライゴアはそれでお腹を壊してしまう。それで「おなかにいい菌が ジャンジャンふえる薬」を飲ませてクライゴアのお腹の調子が良くなった。その後、クライゴアに「この声は、いつ元に戻るんだ？」と聞かれたけど、彼女は声を元に戻すことまでは考えていなかった。ライブハウス「クラブジョー」で地声で歌を披露したところ多くの客がやって来た。アイドルのオーディションは怖くてまだ受けたことが無いという設定。中学校では科学部とアイドル研究会を掛け持ちしているという設定がある。
海外版ではフルネームがペニー・クライゴア（Penny Crygor）と設定されている。
オービュロン (Orbulon)
声 - チーム・オリオリ（英語）（初代〜まわる）→アラン・アベリル（英語）（おどる〜ゲーム&ワリオ）→ロビー・デイモンド（英語）（ゴージャス以降） / 浜添伸也（日本語）
IQ300の宇宙人。全身白い体と黒いマント、サングラスが特徴。紀元前1年生まれ（『初代』の出た2003年時点で2003歳と証言。『ゴージャス』の出た2018年時点では2018歳になっている）。一人称は「ワタシ」、どのキャラに対しても「○○サン」と呼ぶ。
元々は地球侵略に来たのだが、宇宙船がワリオの家に墜落、以後も何度となく激突して顔見知りとなった（ただ、『おどる』や『ゴージャス』では「地球に来て1000年」と証言）。現在も地球侵略はあきらめていないようだが、全く進展の無いままダイヤモンドシティに居着いている（そもそも、彼が目指す侵略がどのようなものかも不明）。かなり小柄で、身長はカットやアナよりも低い。睡眠時間は1日20時間以上で、寝不足の場合は不機嫌になる。
『ゲーム&ワリオ』まではスパイク付きブーツを履いていたが、『ゴージャス』以降はピッグシップ（UFO）から降りた際は素足になっている。独特の味覚の持ち主であり、『初代』ホームページや『ゴージャス』では「宇宙にんぢん」（『ゴージャス』での表記は「ウチューにんぢん」）という熱すると蒸発してしまう地球外の野菜を持ってきて、熱いものは苦手で冷ましたものや辛い飲み物・フルーツなどを好み、さらには生きたブタを材料として持って来たこともある。『超おどる』時点では地球の食べ物でマリトッツォを特に気に入っている。超能力が使え、『ゴージャス』劇中でテレパシーを使用したほか、テレポートも出来るという設定がある。
IQの高さは本人も誇りに思っており、日本語の勉強に励んでいるが、セリフはひらがなとカタカナが入り混じっており、日本語を「ニポン語」と発音するなど苦戦している。語学のみならず地球の文化にも興味を示しており、実際にも地球文化に詳しいほか、世界中の宝物を盗んだことがあった。ワリオ程では無いが、シリーズを通して何かしらのトラブル（アシュリーに薬の材料にされかける、ロケットと一緒に打ち上げられる、記憶喪失になるなど）に巻き込まれ被害に遭うケースも多い。
『あつまれ!!』や『ゴージャス』でのキャラクターPV、『おすそわける』のギャラリーでは人間（女性）に変装するシーンがある（『あつまれ!!』とキャラクターPV以降ではデザインが異なる）。
アシュリー＆レッド
『さわる』から登場。
ダイヤモンドシティはずれにある不気味な洋館「ホラーハウス」に住んでおり、『さわる』のストーリーでアシュリーがオービュロンを薬の材料にしようとした事をきっかけに出会った。
アシュリー (Ashley)
声 - ジン西田（英語）（さわる）→アン・リン（英語）（おどる〜ゲーム&ワリオ）→エリカ・リンドベック（英語）（ゴージャス以降） / 福原綾香（日本語）
親元を離れてホラーハウスで修行する、見習い魔女の少女。一人称は「アシュリー」か「私」、二人称は「あなた」か「君」で、ワリオへの呼び方は「ワリオ」(稀に「黄色ヒゲ」とも)。黒髪のツインテールに赤のワンピース服とドクロ型の飾りを身に付ける。大掛かりな魔法を使おうとしたり、酷く機嫌を損ねると髪が白くなる。ツインテールを解くとストレートのロングヘアになる。
性格はネガティブ且つ相当なひねくれ者で、無口で欲が少ない。いつも無愛想でぼそぼそとしか喋らず、あまり他人と関わろうとしない。他のキャラには舌打ちやツッコミをしたり毒付く事が多いが、『さわる』収録のテーマ曲「Song of Ashley」の歌詞や『ゲーム&ワリオ』でのキャラクター解説によると本当は友達が欲しいらしい。『ゲーム&ワリオ』のエンディングではクラブサトーの集まりでも他者と距離を置いていたが、『ゴージャス』ではファイブワット主催のバーベキューおよび野外ゲームに参加しており、『超おどる』ではリゾート地に向けたノースリーブの服を着ている。またレッドによると、こっそり鏡で笑顔の練習をしているらしい。
怖い物が好きで可愛いドレスやお菓子が嫌い。食べ物にこだわりがあり、かなりの大食いで、好きなものは一番最後に食べる。
魔法の実力は『さわる』では失敗の様子が目立っていたが、『おどる』では魔法の書の稽古によって上達し、『ゲーム&ワリオ』では本の中の世界に入り込む技を披露し、『ゴージャス』では魔物を召喚したり、魔王ハラ・ペーコを退治するまでに成長している。
相棒のレッドには魔法の特訓の手伝いをさせているが、薬の材料にしようとしたり、何かとレッドに対して怒ったりと扱いが良いとは言い難いが、『おどる』では寝ているレッドのためにプレイヤーに起こさないようにと注意を促すなど優しさを見せることもある。
『ゲーム&ワリオ』では大半のキャラクターの眼の色が黒に変更されているが、彼女に関しては髪が白くなっている間のみ従来の赤眼が見られる。『ゴージャス』以降では赤眼に戻ったが、ハイライトが無くなった（『おすそわける』のギャラリーでは赤眼の間に黒いハイライトが描かれている）。
ニンテンドー3DSのゲームソフト『バッジとれ〜るセンター』では、2015年のハロウィン企画から2017年の定期更新終了まで、同コンテンツのアイドル的キャラクターの一人として登場していた。ここでは様々なコスプレ姿のバッジが登場し、『ゴージャス』でもミニゲームのおまけとしてコンテンツでバッジとして登場した一部の衣装を見られる。『バッジとれ〜るセンター』の2017年4月1日のエイプリルフール企画では、架空のゲームソフト『クレイジーギャラクシー』の設定画像が公開されたが、この中で5人の主要人物の1人としてアシュリーが登場している（他の4人はオリジナルキャラクター）。
『大乱闘スマッシュブラザーズ for  Nintendo 3DS / Wii U』『大乱闘スマッシュブラザーズ SPECIAL』ではアシストフィギュアで出現するお助けキャラクターとして出演。周囲に闇のゾーンを発生させる。
レッド (Red)
声 - タイラー・シェイミ（英語） / 武藤真子（日本語）
アシュリーの使い魔である、赤い小悪魔。関西弁で喋り、一人称は「オレ」、二人称はアシュリーを除けば「○○はん」と呼ぶ。薬の材料集めや家事一式、魔法の杖や空飛ぶ箒に変身するなどアシュリーの身の回りのことをなんでもこなす。召喚した魔物の通訳もこなし（実際に人間の言葉を喋れるものも含めて）、『おすそわける』ではPYOROの通訳も行った。手にした三つ又の槍は身体の一部であるらしいが、『超おどる』では身体から分離している描写がある。かなりの怖がりで、ちょっとしたことでも驚く。アシュリーとは逆に人間のお菓子が好物で、ペロペロキャンディを噛み砕いて食べるのが好き。ゴキブリが苦手。
アシュリーの親友でもあり常に彼女を気に掛けているが、薬の材料にされかかる、アシュリーの代弁を行い逆に怒られる、食べ物と勘違いされるなど苦労が絶えない。
ヤング・クリケット＆マスター・マンティス
『おどる』から登場。
カンフー風の拳法家師弟で、ワリオが見つけた「作法殿」の文明と関係があるという拳法「ウィー拳」の使い手。修行の旅でダイヤモンドシティを訪れ、ちょうどそのとき「お作法」のブームだった為、ウィー拳との関係の秘密を解明するべく滞在することになった。『ゲーム＆ワリオ』では「ウィーU拳」の修行となっており、詳しい明言はされていない。また、『ゴージャス』によると「スイッチ拳」というのもあり、マンティスはこれに興味を持ち始めている。
ヤング・クリケット (Young Cricket)
声 - ネイト・ビルドーフ（英語）（おどる〜ゲーム&ワリオ）→ロビー・デイモンド（英語）（ゴージャス以降） / 鈴木崚汰（日本語）
マンティスの弟子。名前の意味は「若蟋蟀」。真面目で素直な性格をしており、礼儀正しく爽やかな青年。普段から丁寧な言葉遣いで、一人称は「オレ」で、二人称は「お前」か「君」で、マンティスには「師匠」、ワリオの呼び方は「ワリオ」（『おすそわける』ではさん付け）、その他の人物は「くん」か「さん」付け。
趣味は修行。『おどる』公式ホームページでは、カットとアナが二人がかりでようやく動きを捉えられるほどの身体能力を発揮している。特にジャンプ力はワリオカンパニーのホームページでマリオにも負けないと自負している。肉まんが好物。
マンティスのことは師匠として非常に慕っており、彼の言うことは信じて疑わず、たとえそれがどんなことであっても修行になると信じてついていく。『おどる』では肉まんを買いに行く際に悪気なく人の列の頭を足で渡ったり、『ゴージャス』ではマンティスが遊園地で遊びたいのを修行の一環と言い包められて、メリーゴーランドやカフェに一緒に行ったり、体にしがみついていたルールーをおもりと勘違いしたり、『おすそわける』では捕らえられていたマンティスを見て関心する（ワリオは彼の言葉に思わず突っ込みを入れた）、かつて修行仲間だったシカーダを忘れるなどと天然ボケな一面もある。拳法の腕は確かであり、『ゴージャス』のエンディングでは修行で覚えた「金剛石不動拳（こんごうせきふどうけん）」を使って、大会で儲けた賞金を持ち逃げしようとしたワリオを捕まえた。
基本的には修行生活の為に働いておらず、行きつけの中華料理屋の食事代はツケでどうにかしている。
キャラクターPVによると幼い頃からマンティスのもとで修行をしているようである。
Wii『みんなのリズム天国』ではミニゲーム「カンフーボール」で後述のシカーダ（当時は名称不明が不明だった）と共にゲスト出演している。
マスター・マンティス (Master Mantis)
声 - オーアン・トーマス（英語） / 浜添伸也（日本語）
クリケットの師匠。名前の意味は「蟷螂師匠」。非常に無口でミステリアスな人物である。一人称は「ワシ」、キャラへの呼び方は呼び捨てのクリケットを除けば「○○殿」で統一されている。弟子のクリケットに厳しく接しているが、自分が遊びたい事の言い訳に「修行の一環」と言い包めることがある。あんまんが好物。
『ゲーム&ワリオ』では3種の謎の巻物を所有しておりシャカポンで確認が出来るが、その内容は、常人では実行不可能なことや、しゃぎぃが解説する料理のレシピが記されていた。
趣味は「旅」と語り、海外版の『おすそわける』では「お金ではなく、インスピレーションから得た旅が宝物」という言葉で物語を締めくくった（日本語版では単に一言「おしまい」のみでマンティスが締めくくっている）。戦うところを見せないので真の実力は未知数だが、クリケットの攻撃を片手で軽くさばけるほどの実力を持つ。
『おすそわける』のギャラリーにて若き頃のマンティスの姿（黒髪）が見られる他、クリケット以外の弟子の存在も明らかにしている。
ルールー (Lulu)
声 - アレックス・カジャレス（英語） / 武藤真子（日本語）
『ゴージャス』から登場。
『ゴージャス』冒頭でワリオが壺を盗んだラックス村の住民で、自称「ラックス村の勇者」。赤リボンと黒い太眉にそばかすが特徴の少女。一人称は「あたい」で、二人称が「あんた」で、ワリオへの呼び方は「ワリオ」。ただクリケットには一人称は「私」で、二人称は「君」であり、しゃべり方もやや真面目になる。
頭のリボンにはリュックサックぐらいモノが入る。小柄だが水鉄砲や弓といった射撃、クリケットの腕にしがみつくなど、運動神経が非常に良い。クリケットの事を「クリケット様」と呼び好意を寄せている。好きな食べ物は肉の丸焼きと木の実のクッキーで、『超おどる』ではラックス村のジャムも加わっている。
『ゴージャス』ではツボを取り戻すべくワリオと敵対していたが、ツボの正体が便器だった事を明かした事で和解し、キャラクターPVではワリオを始めダイヤモンドシティの仲間たちといつの間にか友好的になっており、村長・ポーからもらったカメラで彼らの写真を撮ってワリオの部屋に飾り、以降はワリオカンパニーの社員となった。『おすそわける』で初めてプレイヤーキャラクターになった。ワリオの事は『おすそわける』ではピョロに捕らわれてワリオに助けられてたのを悔しいとしていたが、『超おどる』の頃にはワリオを「なんだかんだで今では友達」と認めるようになっている。

### サブキャラクター
ケン (Ken)
ダイヤモンド放送局のリポーターで、犬の姿をしている。彼がゲーム「PYORO」の大ヒットを突撃リポートしているのを見て、ワリオはゲーム制作を思いついた。
リポーター以外にも、『まわる』ではスタジオキャスター、『さわる』では音楽番組の司会、『おどる』ではスポーツのコメンテーター、『俺』ではニュースキャスター、『超おどる』では実況アナウンサーをつとめている。
また、『さわる』ではロッキーが、『ゲーム＆ワリオ』ではジョンがリポーターを担当している。
新作ゲームやワリオが作った新作ゲームがダイヤモンドシティで大ヒットした際には「こんなに売れていいのかー!?」が口癖になっており、『ゴージャス』に登場する後輩リポーターのベンにも受け継がれている。
PYORO (ピョロ)
『初代』のオープニングで、ニュースにおいて大ヒットゲームとして紹介されていたゲームの主人公である鳥。ワリオはこのニュースを見て自分でのゲーム製作を思いついた。作中に登場する架空のゲーム、いわば劇中劇のキャラクター。舌やクチバシを伸ばして豆や虫を食べるのが特技。
シリーズの伝統として、プチゲーム図鑑を完成させる事で、このPYOROが主人公のミニゲームがプレイできるようになる（『あつまれ!!』と、図鑑が存在しない『うつす』、『俺』は除く。またニンテンドーDSiで『鳥とマメ』というタイトルでダウンロード販売もされている）。それ以外にも端役として様々な場面に登場している。
『おすそわける』ではラストボスとして登場。ゲームバグとは別に、面白そうだとしてワリオの作ったゲームの世界に出向いてきた。またプレイヤーとしても登場する。同作では、ゲーム作品としてはイニシャルのみ大文字の「Pyoro」が、キャラクターとしてはカタカナの「ピョロ」の表記が使われている。
ジョー (Joe)
声 - 竹内高
モナのバイト先の店長。耳の大きな犬の姿をしている。
野心家で商魂たくましく、作品ごとにジェラート屋（『初代』）、レストラン（『あつまれ!!』）、ピザ屋（『まわる』、『さわる』）、中華料理の屋台（『おどる』）、ブティック（『ゴージャス』）と何度も店舗改装している。また『おどる』ではアメフト試合のコメンテーターとしても呼ばれているほか、作法殿一帯の土地の所有者でもある。『俺』ではモナの探検隊カメラマンとして登場する。『ゲーム&ワリオ』ではモナと共に「ダイヤモンドタイムス」という新聞社を立ち上げているほか、ナイトカフェを経営している。『ゴージャス』によると好みの女性はリボンを付けたピンクのドレスを着た女性（理由は初恋の人がそういうのを着用していたため）。
『ゴージャス』ではキャラクターデザインおよびイラストレーション担当スタッフである竹内高が声を担当しているが、これはゲーム開発中の仮音声を竹内が担当し、声の雰囲気が非常に合っていたことからそのまま製品版でも本採用になったという経緯がある。
モナーズ
モナがバイクの中で飼っている、動物の姿をした小さなペット達。自分を追いかけてくる者に対し、ボールやバナナを投げて撃退する。『初代』では1号（ゾウ）、2号（ブタ）、3号（サル）の3匹が登場。『さわる』にはさらに4.1号&4.2号（オオカミ）の2匹が登場している。
『おすそわける』では、1～3号はいたずら癖がひどいということが明らかとなった。
はやぶさ ハヤト、こまいぬ ポンきち、おさる ムサシ
カット&アナのペット達。3匹共首に赤いスカーフを巻いている。
ハヤトは茶色い羽の猛禽類で、他の者を抱えた・くわえたままの飛行ができる。『初代』のみハヤトの代わりに「スズメのドンちゃん」という名前の小鳥が登場している。
ポンきちは柴犬と思しき茶色い犬（名前と違い狛犬ではない）で、大太刀に変身する事ができる。
ムサシは『さわる』で、アナのおやつだったバナナを盗んだ犯人として登場したサル。バナナを食べているムサシを見たカットとアナの2人はかわいいと心打たれ、仲間になった。
ピッグシップ / オインカー (Oinker)
オービュロンが所有する宇宙船。『初代』のエンディングでは「ピッグシップ」、後述のように『超おどる』のエンディングでは「オインカー」と表記されている。ピッグ（Pig:ブタ）という名のとおりブタの顔をしており、自分の意志（人工知能）もあり、オービュロンは単なる機械ではなく友達と思っている。宇宙航行や重力下での飛行だけでなく、ビームで下のものを吸い込むことが可能。風呂とトイレはない。
オービュロンが普段乗っているのはピンク色だが、『まわる』では黄色いボディの2号機がエンディングに登場。遭遇したワリオマンが変身したロボットを悪質ロボットだと思い込み「ヤラレルマエニ ヤルブー!」と鼻からのマシンガン攻撃で破壊してしまった。
『ゴージャス』ではオービュロンの腰までしか入らない小さなサイズになっている。『おすそわける』では宝を吸い込んだ際にそれに合わせて膨張するシーンがある。
『超おどる』では英語名の「オインカー」という名前で登場。自動運転機能や記憶取戻し機能を装備。また、オービュロンの回想によると父親からのプレゼントであることが判明している。また、『初代』公式ホームページでは「宇宙では雨が降らないので防水加工されていない」とされていたが、その後防水をしたようで『超おどる』の公式ホームページやエンディングではオービュロンがオインカーごと潜水しているシーンがある。
宇宙ウサギ (Alien bunnies)
宇宙の平和を守る為に日々飛び回っているウサギ型宇宙人たち。『初代』のエンディングのみ「ウサギ星人」と書かれている。
オービュロンは事故が起こった際、彼らに助けてもらっている。基本的に性格はドライで、仕事は完璧にこなすが料金は高い。『初代』公式ホームページや『ゴージャス』のリミックスステージでオービュロンがバーベキューに持ってきている「ウチューにんぢん」が好物。『まわる』ではピッグシップ内で働いている者が登場し、『さわる』では彼らの住むウサギの顔型宇宙ステーションが登場している。『ゴージャス』ではワリオのゲーム大会の運営スタッフやファイブワットの見ていた通販番組の出演者、ボーナスタイムの操作キャラクターなどで複数が、『おすそわける』ではダイヤモンドシティの一般市民として多数が登場。
また、開発スタッフがほぼ同一の『リズム天国』にも登場している（名前表記は「ウチューうさぎ」）。『ゴージャス』以降はそちらのデザインが使われた。
なお こもり (Sal Out)
『まわる』から登場する女性歌手。『まわる』のモナステージに使われている歌「こちら☆モナピザ」を歌っている。ジョーのお気に入りらしい。
『まわる』ではモナのステージのテレビ画面、『さわる』では、お宝の「こちら☆モナピザ」のプロモーションビデオに登場し、『おどる』ではゲームには出ないがモナファンの回想に、『ゲーム&ワリオ』ではテレビ番組および劇中のポスターで出演している。
サトーさん (Sugar)
『まわる』に登場（間接的には『初代』の公式ホームページから登場）。ジミーの働いているクラブ サトーのオーナーである金髪の男性。
クラブの経営だけでなく従業員の一人としても働いていると共に、ジミーとその家族と親しいようで、『まわる』ではジミーステージのエピローグではジミー一家に食事を運んだり、ゲームオーバー画面ではジミー一家の座るカウンター席の対応をしていた。『初代』公式ホームページによると変わった服をオークションで買って集めるのが趣味。シリーズ初期のプチゲームなどに登場していたネコ「ぼぢ」の飼い主だという設定がある。
クラブ サトーが登場している作品では設定上存在しているはずだが、『初代』公式ホームページと『まわる』でしか登場していない。
アート、デコ (Art and Deco)
『さわる』から登場。モナが組んでいるバンドのメンバー。
アートはかなり小柄な黒い丸顔のキャラクターで、デコはかなり巨体で黄色い犬のようなキャラクター。二人ともモナに振り回されている。『おどる』ではモナと共に中華料理屋でアルバイトをしている。
バネッサ (Vanessa)
『さわる』に登場。歌姫。モナのバンドが自分より人気が高い事に嫉妬し、モナピザの妨害をする。
マンドラゴラ
『さわる』『ゴージャス』『おすそわける』に登場する謎の植物。『さわる』では風邪を引いたワリオがニンニクと間違えてこれを食べてしまい、ワリオマンになった。『ゴージャス』ではアシュリーが持ってきたバーベキューの材料として登場。レッド曰く「悲鳴を聞くと死んでしまう」らしく、スピッツがレッドを脅かして気絶させた。アシュリーはこれを焼いた匂いが好きらしい。『おすそわける』では怪物として登場。空腹のアシュリー&レッドの前に現れ、アシュリーの魔法で食べ物に変えられた。
スプランクス
『おどる』に登場する「作法殿」に生息する鳥のような謎の生き物。赤・青・黄の3種類がいる。作法殿を残した古代人の絵にもスクランプスらしき存在が描かれており、何か関連があるといわれているが真相は謎。作法棒を守護している模様（にぎり石は不明）。
ファンシーな外見に反して非常に獰猛で、作法殿にある作法棒を持ち出したものには容赦ない制裁を加える。

ミスターハッスル
声 - 木村昴
『ゴージャス』に登場するテレビショッピングのプレゼンター。筋肉質の大男でどんな時でもマッスル体操は欠かせない。「会見好きのプロレスラーと友人」と『リズム天国』に登場のレスラーの友人であることが示唆されている。『超おどる』ではマッスルの神として登場。
クリナ (Doris 1)
声 - 小市眞琴
『ゴージャス』から登場。過去にクライゴアが発明した女性型の掃除ロボット。
「色が気に入らない」という理由で捨てられ（なお劇中では黄色い配色だが、これは日に焼けて色あせたものという設定で、元の色は不明）、アゲート森林で偶然クライゴアと再会し、過去の仕打ちに加えてクライゴアがこちらの事を完全に忘却していた事から激怒、生きては返さないと言うほどの怒りで追い回した。その後、改めてクライゴアに「また人を襲うかもしれない」と引き取られて研究所に連れて帰った。クライゴアとペニーのキャラクターPVや『おすそわける』を見るとその後はマイクと共に研究所でクライゴアとペニーの助手や雑用をしている模様。
マイクからは「森林に現れるゴーストの正体」と思われていたが、本人は「クライゴア以外を襲ったことはない」と言っており、ゴーストの正体は謎のままだった。
ポー
声 - 亀谷祐馬
『ゴージャス』に登場するラックス村の村長。ルールーが宝を取り戻している間に新しい便器を作った。
ルールーのキャラクターPVではルールーにカメラを渡した。
レオ (Leo)

声 - 小市眞琴
『おすそわける』から登場する忍者少年。
動物を操ったり、ライオンに変身する忍術を得意とする。『超おどる』ではカット&アナからバリオモロ名物のパフェのパンフレットを盗んだ。
『おすそわける』のカットのギャラリーを見ると、カットの事をライバル視しているようだが（アナは二人の仲裁に入っているのを見るにレオとカットと程は喧嘩していない模様）、『超おどる』でのカット&アナステージのエピローグを見るに二人からはライバル扱いされていないようである。一方、同作でのエンディングではカットとアナと共にトロピカルフルーツを堪能している事から、レオがちょっかいを出さない限りは仲が悪い訳でもないことがうかがえる。
シカーダ (Cicada)
声 - 青木瑠璃子
『おすそわける』から登場（ギャラリーのイラストのみで、本人が実際に出たのは『超おどる』より）。ピンク色のチャイナドレスを着た両把頭の髪型の女性。
初出は『メイド イン ワリオ』ではなくWii『みんなのリズム天国』の「カンフーボール」でクリケットと相棒として出演したキャラクターで、『ゴージャス』発売時に公開されていたキャラクターPVにてクリケットの同門として登場、『おすそわける』ではマンティスのイラストに描かれ、『超おどる』にてゲーム内に本人が登場した。
マンティスの弟子の一人にてクリケットの修行仲間で、クリケットの姉弟子に当たる。しばらく会ってなかったらしく、クリケットとマンティスは彼女が何者なのか完全に忘却していた。
クリケットとマンティスと同様に名前は虫の英名が由来で、シカーダ（Cicada）は英語で「セミ」を意味する（実際の英語での読みと発音は「シケイダ」に近い）。
パンツおじさん
『俺』から登場。元々はプチゲーム製作ツール「ツクリエイター21」のゲーム製作画面およびゲームアニメーション用スタンプとして登場した、頭髪の薄いステテコをはいた（原始人を思わせる毛皮を纏った姿などバリエーションもあり）中年男性のキャラクター（当時は名称が無かった）。
あくまでモブキャラクターであったのだが、同作で行われた「俺ゲーム」投稿コンテストで投稿者から非常に高い頻度で使用され、同コンテストの常連キャラクターとなった。
後の『ゲーム&ワリオ』や『ゴージャス』にも出演を果たしている。
アッフン
『俺』から登場。元々は『俺』の原型となったスーパーファミコンソフト『マリオペイント』のキャラクター（当時は名称が無かった）。
パンツおじさんと同様に「ツクリエイター21」に登場していた、奇妙な笑い顔をした球体のキャラクター。パンツおじさんと共に投稿コンテストで非常に高い頻度で使用され常連キャラクターとなった。
後の『ゲーム&ワリオ』や『ゴージャス』にも出演。後者のプチゲームの一つで平面であることが判明した。
Mr.ゲーム&ウォッチ
かつて任天堂が発売したゲーム&ウオッチシリーズに登場した真っ黒な平面人間。なお、後述のようにゲーム中での表記は無く、この名前は『大乱闘スマッシュブラザーズ』シリーズから。
エンディングクレジットなどで表記されたことはないが『まわる』や『さわる』、『ゲーム&ワリオ』のモード選択画面で登場していたり、『おどる』にてペニーの発明バトルの観客として大人数で登場する、『ゴージャス』におけるワリオステージでの観客など、モブキャラクターとして常連出演している。

## 開発
このシリーズの原型となっているのは64DD専用ソフト『マリオアーティスト ポリゴンスタジオ』に収録されたゲーム『サウンドボンバー』である。これは数秒で完結するミニゲーム8種類を、規定の回数ミスをするまでひたすらクリアしていく、ごく単純なゲームであった。『メイド イン ワリオ』シリーズと同じく、各ゲームの間には合いの手シーンが挿入されるが、この時点ではまだプチゲームという名称は付けられていない。ゲーム画面にはプレイヤーが作成したポリゴンモデルが登場し、これを操作したり避けるなどして各ゲームをクリアしていく。
シリーズ作品ごとに「多人数でプレイ」（『あつまれ!!』）や「本体を回転させる」（『まわる』）など目玉となるコンセプトがある。これは「基本がプチゲームの集まりなので、新作はプチゲームを新しくするだけではなくて、何か新しいコンセプトが必要」という開発スタッフの意向によるものである。
ソフト開発元は『初代』のみ任天堂情報開発本部の単独で、『あつまれ!!』以降はインテリジェントシステムズとの共同である。この切っ掛けは『あつまれ!!』を『初代』発売から半年以内で開発することとなった際、それだけのスピード作業が可能な技量を持つスタッフがいる場所として白羽の矢が立ったとの事。
なお『メイド イン ワリオ』のタイトルは『Made in Japan』にかけたものだが、正確な英語ではないため、日本国外では『WarioWare, Inc.』となった（『ゲーム&ワリオ』はニンテンドー・オブ・アメリカ（NOA）からの提案で世界共通タイトル）。
また、全作品に登場しているプチゲーム「鼻の穴」（いれろ!）は、『超おどる』では、最初の方に作られているほか、「鼻の穴」は、『メイド イン ワリオシリーズ』におけるクリボーだと語っている。